# Vilbrun Guillaume Sam
Jean Vilbrun Guillaume Sam, född 1859, död 1915, var president på Haiti mellan 25 februari och 28 juli 1915. Han avsattes och dödades vid en militärkupp.